# Román Dezső
Román Dezső, családi nevén Rosmann (Kolozsvár, 1907. július 22. – Montevideo, 1981. május 19.) erdélyi magyar jogász, szakíró.

## Életútja
Nyomdászcsaládból származott. Középiskolai tanulmányait a Tarbut országos zsidó iskolaegyesület kolozsvári fiúközépiskolájában végezte (1925), és a helybeli I. Ferdinánd Egyetemen szerzett jogi doktorátust (1937). A Lepage könyvkereskedés külföldi rendelési osztályán dolgozott, s 1944-es deportálását követően is ide tért vissza. 1949-től a Bolyai, illetve 1959-től a Babeș-Bolyai Egyetemen volt tanársegéd, előadótanár, majd a büntetőjog katedrafőnöke. 1965-ben Uruguayba költözött, ahol gyári alkalmazottként dolgozott, majd visszatért korábbi érdeklődési köréhez, s antikváriumot nyitott.

## Munkássága
Román nyelvű szakdolgozatait a Justiția Nouă, Legalitatea Populară, Studia Universitatis Babeș-Bolyai Series Jurisprudentia közölte.
Litografált egyetemi jegyzetei: A római magánjog vázlata (Kolozsvár 1957), Büntető eljárási jog (Kolozsvár 1958), társszerzője volt a Jogi Kis Könyvtár sorozatban megjelent A védekezés a bűnperekben című kötetnek (1957). Társszerzője és (Takáts Lajos és Demeter János oldalán) társszerkesztője A Román Népköztársaság alkotmánya. Népi demokratikus alkotmányunk fejlődése 1947-től 1957-ig című tanulmánykötetnek (1957). Lefordította Aron Efimovics Pasersztnyik A munkajogviták elbírálása című munkáját (1955). Fordítóként munkatársa volt Vladimir Hanga és Ștefan Pascu Crestomație pentru studiul istoriei statului și dreptului R.P.R. című forráskiadvány III. kötetének (1963). Egyéb fordításai: B. Mark A varsói felkelés (Kolozsvár. 1946); Vaszilij Grossman A treblinkai pokol (1948), M. Iljin 100 000 kérdés (Nagyvárad. 1948), A. Husar Túl a romokon. Középkori várak (1961).